# Cissac-Médoc
 Cissac-Médoc  es una población y comuna francesa, situada en la región de Aquitania, departamento de Gironda, en el distrito de Lesparre-Médoc y cantón de Pauillac.

## Demografía
| 877 | 882 | 941 | 1251 | 1472 | 1536 |
| Para los censos de 1962 a 1999 la población legal corresponde a la población sin duplicidades (Fuente: INSEE [Consultar]) |     |     |      |      |      |